# Gareth Jon Nelson
Pour les articles homonymes, voir Nelson.
Gareth (« Gary ») Jon Nelson, né le 23 décembre 1937 à Chicago dans l'Illinois, est un zoologiste et ichtyologiste américain, résidant en Australie,.

## Biographie
De 1967 à 1998, il est curateur émérite au Département d'Ichtyologie du Muséum américain d'histoire naturelle (AMNH), à New York,, où il est réputé comme biogéographe.
Nelson est membre de la Willi Hennig Society (en) (fondée en 1980). En collaboration avec l'arachnologiste Norman I. Platnick, il contribue à la systématique cladistique dans ses relations avec la biogéographie de la vicariance des espèces. 
À ce titre, Nelson figure parmi les fondateurs de la biogéographie de la vicariance, méthode d'analyse de la biogéographie historique.
Il appartient au courant « pattern » de l'école de systématique cladistique.
Après son départ à la retraite du Muséum américain d'histoire naturelle, il réside en Australie où il est associé professionnel à l’École de Botanique de l'Université de Melbourne et associé honoraire en ichtyologie au Museum victoria de Melbourne.

## Ouvrages
- (en) Gareth Nelson et Norman Platnick, Systematics and Biogeography : Cladistics and Vicariance, New York, Columbia University Press, 1981, xi + 567 (ISBN 0-231-04574-3, OCLC 299405013, SUDOC 022831509).